# Diego Ramos
Pour les articles homonymes, voir Ramos.
Diego Ramos est un acteur argentin né le 29 novembre 1972 à Buenos Aires. Il a joué dans de nombreuses séries télévisées argentines telles que De tout mon cœur (2007) et Los exitosos Pells (2008), mais est surtout connu pour interpréter le rôle de Germàn Castillo dans la série de Disney Channel, Violetta, de 2012 à 2015.

## Biographie et carrière
Diego Ramos est né le 29 novembre 1972 à Buenos Aires, en Argentine.
À 18 ans, il commence à étudier le théâtre et à prendre des cours de chant, de danse, de claquettes et de tango.[réf. nécessaire] Il commence sa carrière d'acteur dans la série télévisée Montaña Rusa, où il tient le rôle de Maxi. En 2006, Diego est appelé à jouer un rôle dans la version colombienne de Desperate Housewives[Quoi ?].
De 2007 à 2009, il joue le rôle d'André dans la série De tout mon cœur, et gagne en 2008 le prix Premios Martín Fierro (es) dans la catégorie « Meilleur second rôle dans une comédie » pour son interprétation de Tomás Andrada dans la série Los exitosos Pells.
De 2012 à 2015, il interprète le rôle de Germàn Castillo, le père de Violetta, dans la série télévisée Violetta sur Disney Channel.
Il a présenté les Kid´s Choice Awards Agentina en 2013.
En 2018 il participe au concours de danse Bailando por un Sueño, l'équivalent de Danse avec les stars. Des personnalités de renommée mondiale, comme Pamela Anderson et Mike Tyson ont participé par le passé.

## Filmographie

### Télévision
- 1994 : Montaña rusa : Maxi
- 1996 : Gino : Víctor
- 1997 : Ricos y famosos : Diego Salerno Ortigoza
- 1998 : Lo tuyo es mío : Marcelo Morales
- 1999 : Muñeca brava : Sergio Costa Junior
- 1998 - 2000 : Verano del '98 : Bruno Beláustegui
- 2000 : Amor latino : Fernando « Fer » Domeq-Díaz
- 2001 : Los médicos (de hoy) 2 : Nicolás Hernández
- 2001 : Pedro el escamoso : Sandro Bilicich
- 2003 : Ángel de la guarda, mi dulce compañía : Miguel Ángel Cruz
- 2003 : Télé-Rodrigo : Alberto Diaz Lopera/Alberto Di Lorenzo
- 2005 : Lorena : Miguel Ferrero
- 2007-2009 : De tout mon cœur : Andrés/Federico Olivieri
- 2007 : Amas de casa desesperadas : Miguel Delfino
- 2008 : Los exitosos Pells : Tomás Andrada
- 2009 :  Herencia de amor : Franco
- 2011 : Sr. y Sra. Camas : Leo Parisi
- 2012 - 2015 : Violetta : Germán Castillo / Jeremías Castelli

## Cinéma
- 2016 : Tini : La Nouvelle Vie de Violetta  : German Castillo